# Împăratul Kōmei
Împăratul Kōmei (japoneză 孝明天皇 Kōmei-tennō; n. 22 iulie 1831 – d. 30 ianuarie 1867) a fost  al 121-lea împărat al Japoniei. A domnit din 10 martie 1846 până în 30 ianuarie 1867. Numele său era Osahito (japoneză 統仁).

## Genealogie
1. Impărăteasa Eishō,nume personal Asaki Kujo
  1. Prima Prințesă Imperială Junko
  2. A doua Prințesă Imperială Fuki
2. Concubina Imperială Bojo Nobulo
  1. Primul Prinț Imperial  Myōkōgein
3. Concubina Imperială Nakayama Yoshiko
  1. Al doilea Prinț Imperial Mutsuhito(Impăratul Meiji)-a fost adoptat de Impărateasa Eishō
4. Concubina Imperială Horikawa Hiko
  1. A  treia Prințesă Imperială Suma
  2. A patra Prințesă Imperială Rie
5. Concubine Imperială Imagi Shigeko
6. Concubina Imperială Imaki Naoko

Dintre copii sai,doar Prima Ptințesă Imperială și Prințul Mutsuhito vor supraviețui.
| Împăratul Kōmei Casa Imperială a JaponieiNaștere: 22 iulie 1831 Deces: 30 ianuarie 1867 |                                                      |                           |
| Titluri regale                                                                          |                                                      |                           |
| Predecesor: Împăratul Ninkō                                                             | Împărat al Japoniei 10 martie 1846 – 30 ianuarie1867 | Succesor: Împăratul Meiji |